# هفرسوایلر
هفرسوایلر (به آلمانی: Hefersweiler) یک شهر در آلمان است که در Lauterecken-Wolfstein واقع شده‌است. هفرسوایلر ۵۲۱ نفر جمعیت دارد.